# A l'est de l'edèn
A l'est de l'edèn (títol original en anglès East of Eden) és una pel·lícula estatunidenca dirigida per Elia Kazan i estrenada l'any 1955. El director aconsegueix crear una atmosfera asfixiant plena d'obsessions religioses i puritanes en l'adaptació cinematogràfica de la novel·la East of Eden de l'escriptor John Steinbeck. L'obra va dur a la fama el seu jove protagonista, James Dean. Aquesta pel·lícula ha estat doblada al català.

## Argument
L'acció transcorre en una localitat californiana el 1916. Adam Trask (Raymond Massey) és un home purità que viu amb els seus fills Caleb «Cal» (James Dean) i Aron (Richard Davalos) des que va abandonar-los la seva dona. Cal és un jove que viu una doble marginació: el seu pare, manifesta públicament predilecció pel seu germà i aquest, a més, surt amb Abra (Julie Harris), la noia que ell també estima. En fracassar el seu pare en un negoci de congelació de verdura, Cal s'hi fica per provar sort i guanyar l'afecte patern. Una nit, en un parc d'atraccions, Cal convida Abra. Ella afirma estar enamorada d'Aron, però correspon a les apassionades carícies de Cal. Amb motiu de l'aniversari del pare, Cal li explica la bona marxa del seu negoci, però topa amb el retret tant del pare com del germà. Ferit per aquesta reacció, Cal esbomba el secret que guardava sobre la seva mare, Kate (Jo Van Fleet), desapareguda feia temps.

## Repartiment
- James Dean: Caleb Trask, «Cal»
- Julie Harris: Abra Bacon
- Raymond Massey: Adam Trask
- Burl Ives: Sam, el xèrif
- Richard Davalos: Aron Trask
- Jo Van Fleet: Kate Ames/Cathy Trask
- Albert Dekker: Will Hamilton
- Lois Smith: Anne, la servent de Kate
- Harold Gordon: Gustav Albrecht
- Nick Dennis: Rantani, el plantador de mongetes
- Richard Garrick: doctor Edwards

## Comentaris[calcitació]
Les relacions entre pares i fills, la recerca de les arrels, la influència genètica conductual, l'apreciació subjectiva de la bondat o maldat, la niciesa de la percepció maniquea i la lluita redemptora en un context alienat són alguns assumptes tractats en un títol de tonalitat agredolç i planyívola. Excel·lent utilització del cinemascope per retratar amb eficàcia les personalitats, situacions i paisatges que produeixen un drama que de vegades recorre massa al subratllat emocional, encara que la cerca sensitiva en la plasmació dels temes referits sigui la seva essència com a pel·lícula.

## Premis i nominacions[calcitació]

### Premis
- 1955: Millor pel·lícula dramàtica al Festival de Canes
- 1956: Oscar a la millor actriu secundària per Jo Van Fleet
- 1956: Globus d'Or a la millor pel·lícula dramàtica

### Nominacions
- 1955: Palma d'Or
- 1956: Oscar al millor actor per James Dean
- 1956: Oscar al millor director per Elia Kazan
- 1956: Oscar al millor guió adaptat per Paul Osborn
- 1956: BAFTA a la millor pel·lícula
- 1956: BAFTA al millor actor estranger per James Dean
- 1956: BAFTA a la millor nova promesa per Jo Van Fleet